# Любовне життя
«Любовне життя» — роман української письменниці Оксани Луцишиної; опублікований в Україні 2016 року у «Видавництві Старого Лева». Книжка увійшла у Довгий список літературної премії Книга року ВВС-2016.

## Опис
Йора зустрічає Себастьяна — і саме з цієї зустрічі починається її інше, справжнє життя. Ключем до роману «Любовне життя» є, зокрема, колода карт Таро, але водночас це реалістична сюжетна «емігрантська» проза з виразно окресленою соціальною проблематикою. Ця іронічна і ніжна, інтелектуальна і романтична, майже невигадана і абсолютно фантастична історія з флером м'якого гумору і немилосердного сарказму гарантовано подарує вам радість, задоволення від читання і навіть трохи катарсису.

## Відгуки
Віктор Коврей на сайті культурно-видавничого проекту «Читомо» написав, що: «це й роман-притча, про пошук місця під сонцем, звичайного людського щастя, переходить в біблійні лейтмотивні образи втраченого едему (сон про Індонезію, символ янгола-Гавриїла), „Вавилону“ (в растафаріанському трактуванні світу-як-великого-ринку) і прагненні повернення до себе гармонійного блудного сина (доньки), вічного пошуку вдосконалення та гартування болем, як фізичним так й емоційним (переосмислені образи Ісуса та Йова)». Микола Петращук на книжковому ресурсі «Друг Читача» написав, що «занурившись у текст глибше, можна трактувати його як психологічний, філософський чи містичний твір. Слід визнати, Луцишиній вдалось створити багатоплановий постмодерністський роман, який зацікавить прихильників сучасних текстів, над якими слід помізкувати».

## Видання
- 2016 рік — «Видавництво Старого Лева» (укр.)